# Mehman-e maman
Pour plus de détails, voir Fiche technique et Distribution.
Mehman-e Maman (مهمان مامان, littéralement « les invités de maman ») est une comédie familiale iranienne réalisée par Dariush Mehrjui et basée sur un roman du même titre de Houshang Moradi Kermani. Le film est distribué par Sima Film, le studio national de la télévision iranienne, IRIB. Il est bien reçu au box office iranien, gagnant un grand nombre de prix au 22e Festival du Film Fajr.

## Synopsis
Le film débute lorsque Mme Effat (Golab Adineh), mère de deux enfants, reçoit un message annonçant la visite imprévue de son neveu et sa femme. Malgré le manque d'argent, Mme Effat essaie de préparer une réception de dîner acceptable avec l’aide de son mari, un cinéphile (Hassan Pourshirazi), et ses enfants, Amir et Bahareh. Entre-temps, le voisin drogué d'Effat, Youssef (Parsa Pirouzfar), se désespère d'avoir un peu de drogue après que sa femme a jeté dans les toilettes ce qu’il avait mis à côté. La vieille dame excentrique (Farideh Sepah-Mansour) qui garde les enfants, ne rend pas les choses plus faciles…

## Fiche technique
- Titre original : Mehman-e maman
- Titre français : Invités de maman
- Réalisateur : Dariush Mehrjui
- Producteur : Dariush Mehrjui
- Scénaristes : Dariush Mehrjui, Vahideh Mohmmadifar, Houshang Moradi Kermani
- Musique : Emad Bonakdar, Amin Mirshekari
- Distributeur : Sima Film
- Pays : Iran
- Genre : Comédie dramatique
- Année de sortie : 2004

## Distribution
- Golab Adineh: Mme Effat
- Hassan Pourshirazi : M. Effat
- Amin Hayai: Le docteur
- Parsa Pirouzfar : Youssef
- Farideh Sepah-Mansour : La vieille gardienne
- Alireza Jafari : Son of Effat

## Prix et nominations
22e Festival du Film Fajr:
- Gagnant de : Meilleure image
- Nommé: Meilleur acteur dans un rôle principal : Hassan Pourshirazi
- Nommée: Meilleure actrice dans un rôle principal : Golab Adineh
- Nommé: Meilleur réalisateur : Dariush Mehrjui
- Nommés: Meilleurs scénaristes : Dariush Mehrjui, Vahideh Mohammadifar et Houshang Moradi Kermani
- Nommé: Meilleur acteur dans un second rôle : Parsa Pirouzfar
- Nommée: Meilleure actrice dans un second rôle : Farideh Sepah-Mansour
- Nommé: Meilleur costume et décors : Mohsen Shah-Ebrahimi
- Nommé: Meilleur enregistrement du son : Jahangir Mirshekari
- Nommée : Meilleur maquillage: Mahin Navidi